# Push
Push är även en variant av femstöts-poker. Alla korten ges ett och ett mörkt. Spelaren till vänster om delaren får första kortet och kan välja om han vill behålla det eller skicka det vidare till nästa spelare, fortfarande mörkt. Han får istället nästa kort i leken. Nästa spelare gör därefter samma beslut huruvida han vill behålla kortet han just fick eller skicka vidare det och få nästa kort i leken istället. Skulle ett kort skickas hela varvet runt läggs det underst i leken.
Efter att proceduren har upprepats en gång till så att samtliga spelare har två kort var vänds ett av dem upp, vilket man vill, och första satsningsrundan kan börja. Därefter tilldelas alla spelare ytterligare ett kort enligt ovanstående procedur och igen så ska ytterligare ett kort vändas upp, vilket man vill, så att varje spelare hela tiden har ett mörkt kort var. Därefter kan den andra satsningsrundan börja.
Detta upprepas ytterligare två gångar till så att varje spelare har totalt fem kort var, precis som i femstöt, varefter visning sker.